# Ochyrocera bicolor
Ochyrocera bicolor is een spinnensoort uit de familie Ochyroceratidae. De soort komt voor in Venezuela.